# 면소
면소(免訴)는 소송조건 중 실체적 소송조건(형사소송법 제326조)이 결여되어 공소가 부적당하다고 판단해 소송을 종결시키는 재판이다. 소송을 진행시키는 실체판결을 하기 위한 조건을 소송조건이라 한다. 이 면소판결은 기판력(일사부재리의 효력)이 있다. 면소의 사유에는 무죄, 유죄, 면소의 확정판결이 있을 경우, 공소시효가 완성된 경우, 범죄 후의 법령개폐로 형이 폐지된 경우, 사면이 있는 경우 등이 있다. 무죄와는 구별된다.

## 면소판결
면소는 해당사건에 대한 해당 법원의 소송절차를 종결시키는 종국재판의 하나로 일사부재리 효력을 지닌다. 면소판결을 선고해야 할 경우는 확정판결일 때, 사면일 때, 공소시효가 완성되었을 때, 범죄 후 법령의 개폐로 형이 폐지되었을 때 등이다.

## 판례
- 형벌에 관한 법령이 헌법재판소의 위헌결정으로 인하여 소급하여 그 효력을 상실하였거나 법원에서 위헌·무효로 선언된 경우, 당해 법령을 적용하여 공소가 제기된 피고사건에 대하여는 형사소송법 제325조에 따라 무죄를 선고하여야 한다. 나아가 재심이 개시된 사건에서 형벌에 관한 법령이 재심판결 당시 폐지되었다 하더라도 그 폐지가 당초부터 헌법에 위반되어 효력이 없는 법령에 대한 것이었다면 형사소송법 제325조 전단이 규정하는 ‘범죄로 되지 아니한 때’의 무죄사유에 해당하는 것이지, 형사소송법 제326조 제4호 소정의 면소사유에 해당한다고 할 수 없다[1]
- 즉결심판으로 확정된 경범죄처벌법위반의 범죄사실과 상해치사의 공소사실이 기본적 사실관계에 있어서 동일한 경우, 법원은 상해치사의 공소사실에 대하여 면소판결을 선고하여야 한다.[2]